# Нефрит
 Тази статия е за заболяването.  За минерала вижте Нефрит (минерал).  
Нефритът е възпаление на бъбреците. Двете най-чести причини за нефрита са инфекция или имунен процес.